# Endicott (Washington)
Endicott es un pueblo ubicado en el condado de Whitman en el estado estadounidense de Washington. En el año 2000 tenía una población de 355 habitantes y una densidad poblacional de 507,1 personas por km².

## Geografía
Endicott se encuentra ubicada en las coordenadas 46°55′44″N 117°41′10″O / 46.92889, -117.68611.

## Demografía
Según la Oficina del Censo en 2000 los ingresos medios por hogar en la localidad eran de $28.594, y los ingresos medios por familia eran $35.500. Los hombres tenían unos ingresos medios de $31.000 frente a los $45.083 para las mujeres. La renta per cápita para la localidad era de $9.571. Alrededor del 20,7% de la población estaban por debajo del umbral de pobreza.